# Conus cymbioides
Espèce
Conus cymbioides est une espèce de mollusques gastéropodes marins de la famille des Conidae.
Comme toutes les espèces du genre Conus, ces escargots sont prédateurs et venimeux. Ils sont capables de « piquer » les humains et doivent donc être manipulés avec précaution, voire pas du tout.

## Description
La longueur de la coquille de l'holotype atteint 24,2 mm.

## Distribution
Cette espèce marine est présente au sud de Madagascar.

## Taxonomie

### Publication originale
L'espèce Conus cymbioides a été décrite pour la première fois en 2018 par les malacologistes Éric Monnier (d), Manuel Jimenez Tenorio (d), Philippe Bouchet et Nicolas Puillandre (d) dans « Xenophora Taxonomy »,.

### Synonymes
- Conus (Textilia) cymbioides Monnier, Tenorio, Bouchet & Puillandre, 2018 · appellation alternative
- Textilia cymbioides (Monnier, Tenorio, Bouchet & Puillandre, 2018) · non accepté